# Ислам-Кала
Ислам-Кала (пушту اسلام قلعه‎ — «Крепость верных») — город на крайнем западе Афганистана. Административный центр района Ислам-Кала в провинции Герат. Находится в 120 км от города Герат, на левом берегу реки Герируд, у ирано-афганской границы. У города находится основной пункт пропуска через государственную границу. Ему соответствует иранский КПП «Докарун» вблизи пограничного города Тайбад. Это — важнейший пункт в товарообмене между этими двумя странами. Через этот пункт проходит треть импорта Афганистана и половина экспорта иранской провинции Хорасан-Резави.
27 января 2005 года президент Афганистана Хамид Карзай и президент Ирана Мохаммад Хатами открыли шоссе Докарун — Герат протяжённостью 122 км. Стоимость проекта составила 68 млн долларов США. Финансирование проекта полностью осуществлял Иран, а генеральным подрядчиком выступал оперативный строительный штаб «Хатемольанбия» Корпуса стражей исламской революции (КСИР). Строительство дороги велось в рамках меморандума о соглашении по вопросам трёхстороннего сотрудничества между Ираном, Афганистаном и Узбекистаном в области транспорта, подписанного 21 ноября 2004 года. В январе 2003 года в ходе визита в Тегеран афганского министра торговли Мустафы Каземи были подписаны двусторонние соглашения о торговле и транзите.
13 февраля 2021 года на КПП «Ислам-Кала» взорвался бензовоз, ранив не менее 60 человек и вызвав массовый пожар, в результате которого сгорело более 500 грузовиков с природным газом и бензином. Ущерб оценён в 50 млн долларов США.